# M1鋼盔
M1鋼盔（英語：M1 helmet）是一款第二次世界大戰至1985年期間使用於美國軍隊中的戰鬥頭盔，之後由PASGT頭盔取代。美軍將M1鋼盔作為制式裝備使用長達40年，並成為其著名的代表形象之一，其設計也在其他國的軍隊中研發出數個衍生版本，甚至使用至21世紀。
M1鋼盔十分受到軍品迷和收藏家的喜愛，尤其是第二次世界大戰和越南戰爭時期的版本，由於越來越難獲得，因此較其他時期的版本更受歡迎。若是殘留有部隊標識等特殊印記的鋼盔，例如傘兵用的M1C頭盔或M2頭盔等，更是被視為珍品。

## 歷史

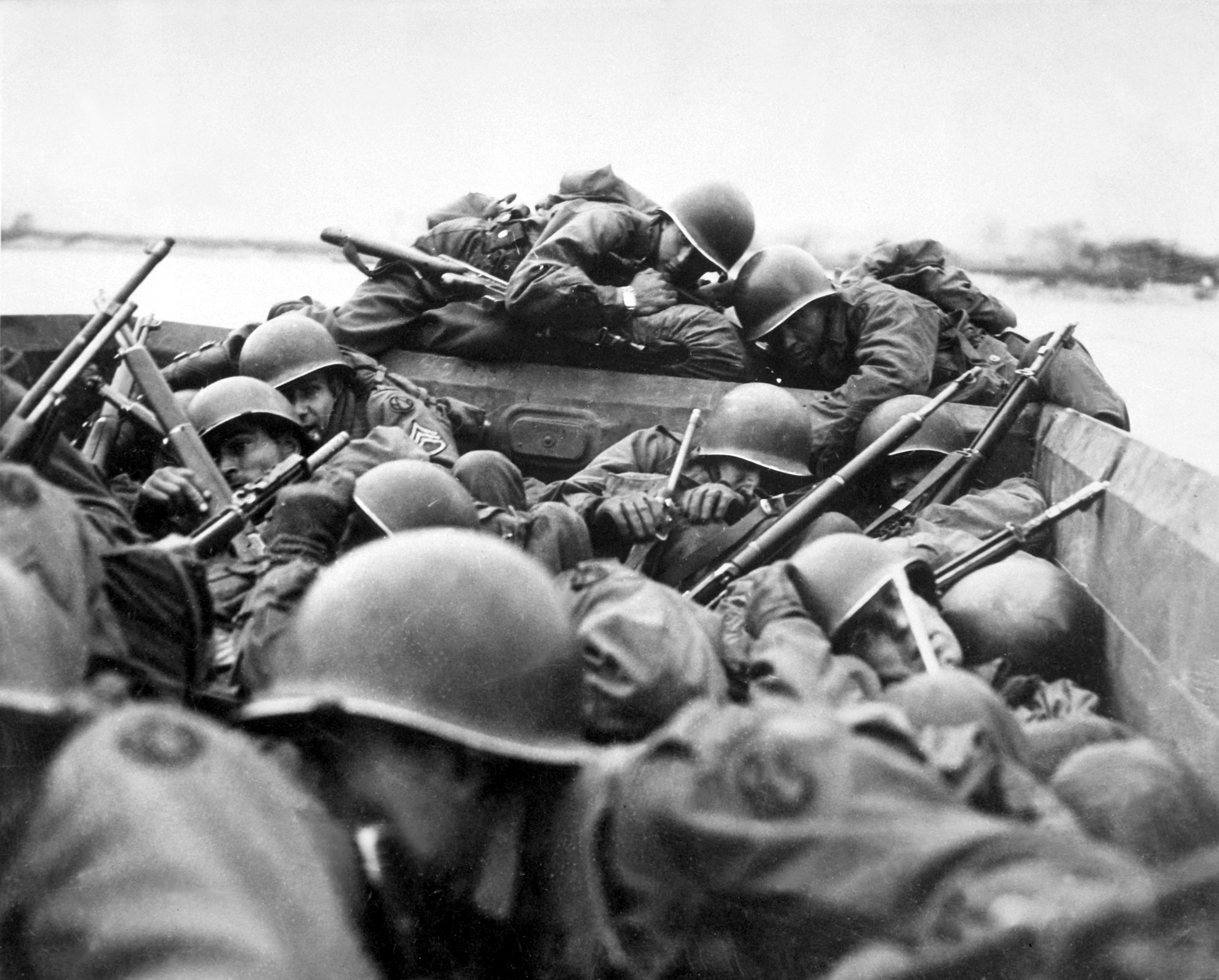
二戰期間美國陸軍第89步兵師佩戴M1鋼盔的士兵橫越萊茵河。1945年3月攝於德國聖戈阿爾附近。

M1鋼盔於1941年開始引入使用，以取代一戰時期至二戰初期使用的舊式M1917頭盔，該款以狀似飛碟的外型而聞名的鋼盔，雖然能有效地抵擋來自上方的破片或子彈攻擊，但對於頭部側面和後腦杓的防護效果卻很差，因此之後的新版設計移除了盤狀外邊、將鋼盔外殼延伸至頭部側面與後部、並替原本的內襯支撐系統（suspension system）另外設計了搭配的分離式內盔，而形成了一款名為的試驗型戰鬥盔。之後在1941年4月30日起開始規格化，並於6月9日正式引入使用，到1945年9月，即二戰結束不久時，已經生產了2,200萬頂。當中外盔主要由陸軍軍械部（Ordnance Department，今軍械兵）研製、內盔由陸軍軍需部（Quartermaster Department，今軍需兵）研製。
二戰之後5年多的時間裡，一度未替M1鋼盔生產外盔，直到1951年3月才因為韓國戰場的需要而追加製造。
第二批次產出的鋼盔（越南戰爭款）則為數約100萬頂，製造期間是1966年至1967年間。這些越戰款M1鋼盔與二戰／韓戰款鋼盔的不同之處，在於採用了改良版的淺橄欖綠色顎帶（chinstrap；下巴帶）。1980年代時，越戰版M1鋼盔也逐步以新式的PASGT頭盔汰換掉。值得一提的是，美國陸軍補給系統供應的二戰版外盔一直在軍中使用到1980年代除役為止，因為其與戰後款的外盔差距不大。
儘管目前M1鋼盔已不再為美軍作為戰鬥盔使用，但在1980年代後仍是世界上多個國家的部隊現役裝備。以色列國防軍最晚至2006年時都還將M1鋼盔投入實戰，而在美軍內，M1鋼盔亦有其他用途，例如海軍海豹部隊水下爆破隊（BUD/S）的候選學員在參與訓練項目時，會佩戴塗有該員編號、姓氏及軍階的M1鋼盔，而某些儀隊或勤務部隊也會採用彩繪盔或鍍盔。

## 設計

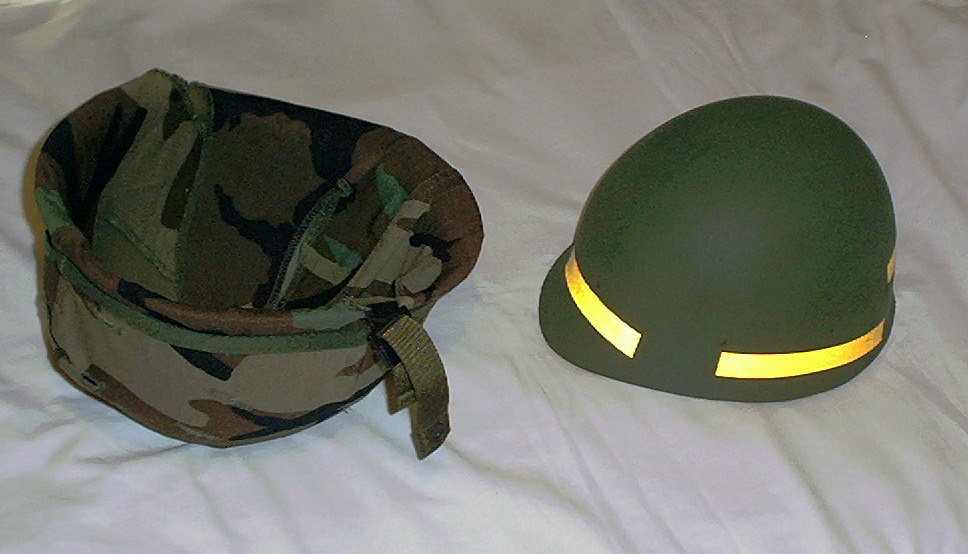
左為包覆著叢林迷彩布套的外盔，右為內盔

M1鋼盔是一款「一體適用」的裝備，由金屬製成、暱稱「鋼鍋」（steel pot）的外盔（shell）和緊貼在內部、安裝了內襯支撐系統而能適應士兵頭型的的內盔（liner）組成。在外盔的外部有時還會附上布套或偽裝網。
一頂M1鋼盔的外盔必須搭配內盔才能戴上，而內盔則可直接佩戴，提供一般安全帽等級的防護效果，僅戴內盔的人員包括新兵訓練場教官、憲兵等。
正常情況下，一頂包含內盔和顎帶的M1鋼盔重達1.36公斤、高度（深度）17.6公分、長28公分、寬23公分。

### 外盔

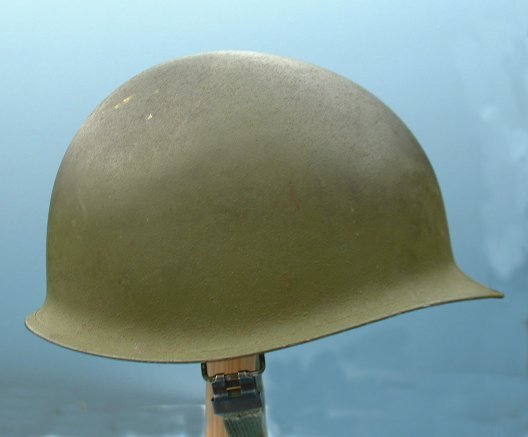
鋼製橄欖綠色外盔

M1鋼盔的外盔在服役史中的改變，主要是在外廓上。最後一批、也就是越戰時期版的100萬頂鋼盔和最早的二戰版相比，略為降低了鋼盔的前緣尖端，以使之外型更加流線化、重心更加降低，殼體則是由一整塊壓模製出的鋼片構成，外緣還有一圈環狀的金屬滾邊（rim），並有一個接縫處。第一代鋼盔的滾邊接縫處位在鋼盔前端，稱作前縫（front seam），為二戰版鋼盔獨有的特色之一，但在1944年後這個接縫就移到後端，而滾邊的材質也在那時起從不銹鋼改為錳鋼，因為不鏽鋼製成的滾邊容易掉漆，當暴露在陽光下時就會反射明顯的光芒。
外盔的兩側各附有一個不銹鋼製成的鉤環，用來連接顎帶，這個配件是二戰鋼盔與戰後各版鋼盔間最顯著的差異之一。二戰時期的鉤環呈長方形，因為是焊接到外盔上的，所以固定而且無法移動，而1960年代的顎帶用鉤環則改為可動式，使之得以向外或向內擺動。將鉤環改為可動式的設計起用於1943年，原因是鋼盔不慎掉落時的碰撞容易使鉤環斷裂。早期的空降兵用外盔則採用D型的鉤環。顎帶部分，在初期的用色是OD3色（Olive Drab shade 3），於1944年至1945年間開始陸續改成較深的OD7色棉織帶。1960年至1971年時的顎帶也是附於外盔上的橄欖色織帶，但採用顏色較黑的金屬帶釦。1980年代時則引入了夾式的尼龍製新式顎帶給士兵使用，頦托（chin cup）則是在顎帶的下巴段增加第二條短帶。
許多士兵在戴M1鋼盔時並不會把顎帶扣在下巴上，而是將之反折到鋼盔後方扣好，或是任其垂掛在兩側。這樣的慣例有兩項理由：因為在近身交戰、甚至肉搏戰時，若發生敵人從後突襲的情形，對方可能會抓拿鋼盔後緣。如果此時繫上了顎帶，便會將頭部往後拉扯，導致全身失去平衡，或是令敵人能趁機用刀刺入身上要害。此外，也有許多士兵誤信在戰場上時，若有炸彈落於近距離爆炸，生成的氣流或衝擊力可能吹動鋼盔，使繫上顎帶時的頸部扯傷。實際上，有種T-1帶釦的設計，讓這種情形發生下的顎帶會自動鬆開。最後，將鋼盔固定在腦袋上的配備並不只有顎帶，內盔裡的頭箍也能使鋼盔與士兵的頭部形成足夠的密合、而不至於輕易掉落。

#### 鋼製外盔的其他用途
鋼製外盔的堅硬性質使之衍生了許多其他用途。在與內盔分離時，外盔可作為土工器具或用來坐、裝水，在緊急時刻時甚至可以當尿壺。有時候外盔也會拿來當煮菜鍋，但由於鋼盔受熱時材質可能變得容易受損，因此在一般情況下不允許這種用途。

### 內盔

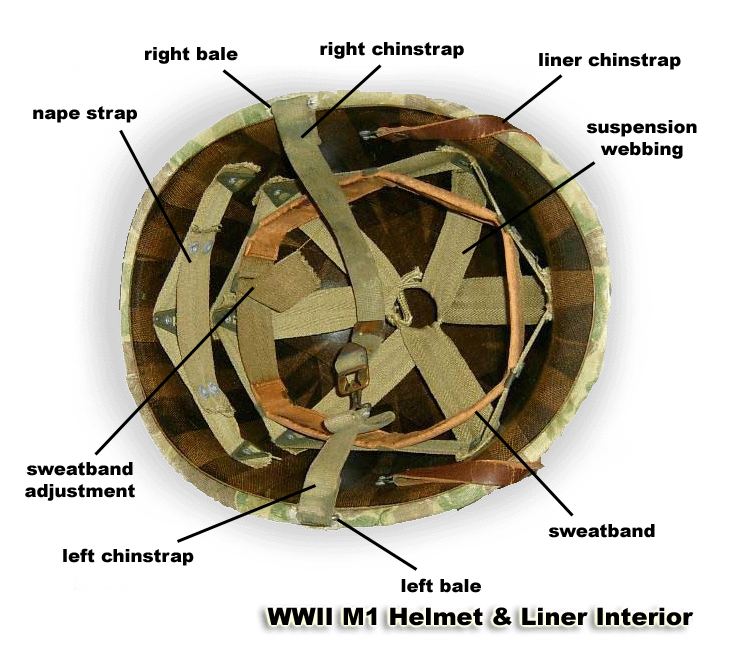
M1鋼盔的內部

內盔的組成包含了多個配件，外部的形狀大致與鋼製外盔契合，內部的支撐懸架帶利用鉚釘固定，由多條織帶材質的內襯吊帶（含一條圈狀的內襯環）網羅而成，並有一條頭箍（sweatband，或稱汗圈）緊貼佩戴士兵的頭部。除此之外，二戰與韓戰時期的M1鋼盔還有一條附在內盔前端的棕色皮革，從內反折到外盔前緣，以作為內外兩盔的固定帶，但越戰時期的M1鋼盔不見這種設計。
最早一代的內盔是由注入酚醛樹脂的壓縮紙纖維製成，但很快就因為在濕度高的環境下容易分解腐爛而不再使用，並於之後以塑膠製內盔取代。與此同時，原本的人造絲製內襯懸架系統也逐漸改為卡其色棉質帶代替。戰爭時期的美軍內盔委託給許多公司製造，當中以西屋公司製品為大宗，其他廠商尚包括泛世通輪胎和橡膠公司、CAPAC製造廠、通用汽車內陸分公司（Inland Division），安全保護產品製造商梅思安、希曼紙業（Seaman Paper）和國際模製塑料公司（International Molded Plastics）等。
1951年至1953年間，西屋的米卡塔分部（Micarta Division）和CAPAC負責生產與二戰時期幾乎相同的軍用內盔，差別在於韓戰款的HBT內襯懸吊帶用色，從原本的卡其色和OD3色改為0D7色，更後期的版本還使用了比較強韌的懸吊帶、並改善了頸部支撐效果。
到了1960年代時，M1鋼盔內盔又重新更改設計，廢除了前端固定皮革與頸後帶（nape strap），並改採新式的粗絨棉製內襯懸帶，而非較早的人字斜紋布。1970年代早期，又把使用材質更換為一種更厚、更有彈性的尼龍。

## 相關配件

### 盔套

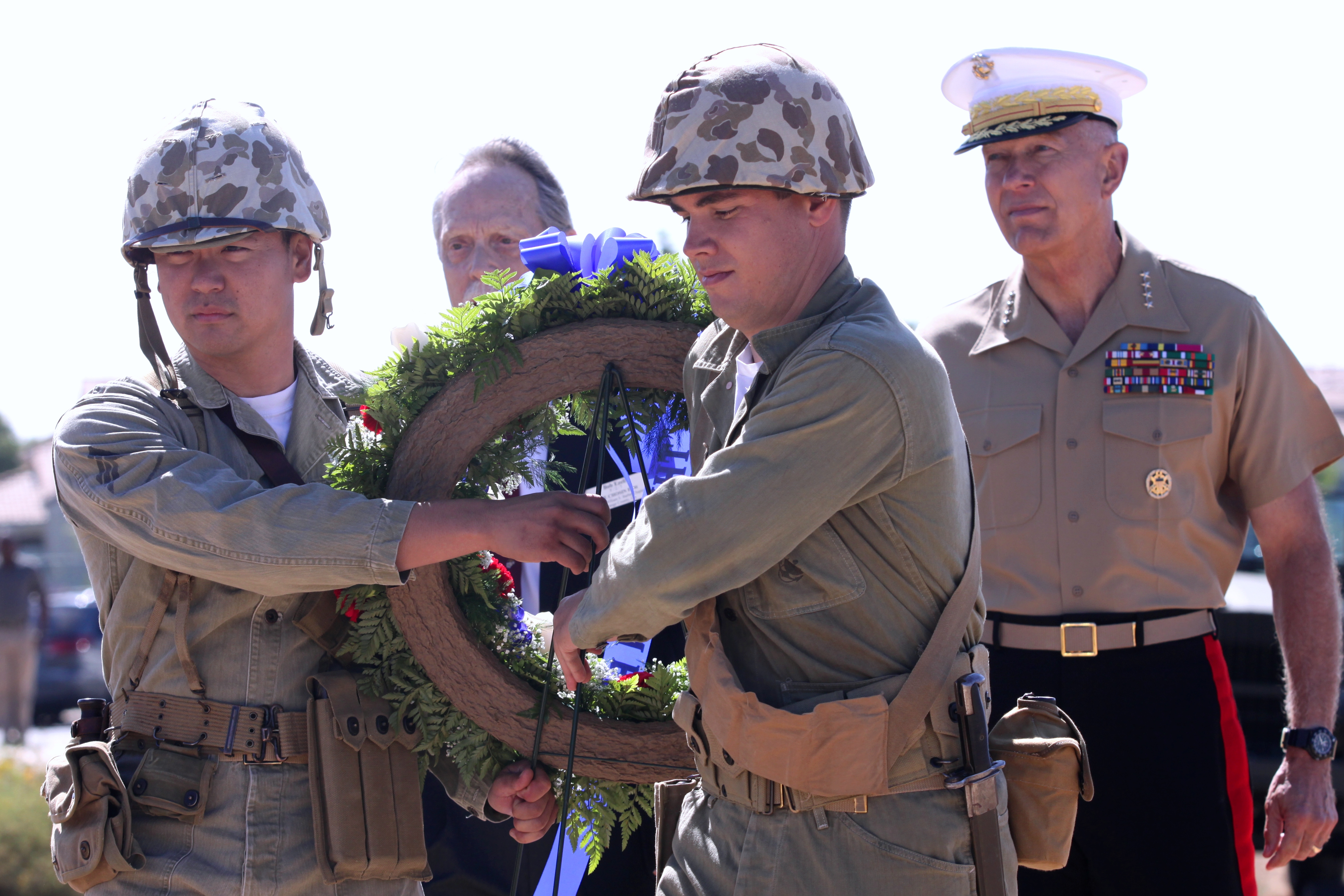
美國海軍陸戰隊二戰／韓戰版M1鋼盔迷彩「獵鴨迷彩」（Duck hunter pattern）布套。

1942年至1943年左右，美國海軍陸戰隊開始使用繪有迷彩圖案的頭盔布套來套在M1鋼盔外給戰場人員使用，此款布套是由人形斜紋布織成，一面是「森林綠」圖案，另一面是「棕珊瑚島」（brown coral island）圖案。
二戰之後，M1鋼盔在不同時期內共搭配過多種迷彩布套。在1960年代和1970年代時，美國陸軍和海軍陸戰隊使用的是一種可雙面使用的布套，稱作米歇爾迷彩（Mitchell Pattern），在越南的戰場尤為廣泛，而這也是美國陸軍第一次全面地採用有布套的鋼盔，有別於二戰與韓戰時期，只套偽裝網或裸露外盔的情形。與之對比，美國海軍陸戰隊無論是在太平洋戰場、朝鮮半島戰場還是越南戰場都一貫使用鋼盔布套，當中由於韓戰緊鄰二戰、武器與單兵裝備也都大量沿用二戰貨的緣故，因此在韓國打仗的陸戰隊鋼盔與太平洋戰爭時期並無二致。在越南戰爭時，儘管使用新式雙面布套，但通常將綠色迷彩那面套在外部。繼米歇爾迷彩後，替北約歐洲戰區作戰環境而設計的單面用叢林迷彩成了越戰後時期，美軍各軍種M1盔套的使用迷彩。
上述各款盔套均由兩半布料縫在一起、形成罩狀而完整覆蓋盔體，末端則塞入外盔與內盔的中間以使之固定。盔套上有許多細小的釦孔，可以插入雜草和樹枝，增強軍事偽裝的效果。外部還套上一條彈性橡皮帶，除了固定盔布外，也可插入更多偽裝物，甚至水壺或彈匣等個人物品:66。
其他國家的軍隊則使用與美軍類似、但圖案不同的布套罩在鋼盔上，或者是使用其他截然不同的措施。例如荷蘭皇家陸軍中有使用粗麻布作為M1鋼盔盔套、外部以網子和粗橡皮帶固定的慣例。
在突出部之役或韓戰時期，亦曾出現白色的盔套，以配合雪地環境的作戰，但這類盔套並非由軍方發放的制式裝備，因此許多士兵是就地取材，以任何白色布料充當布套。

### 偽裝網
美國陸軍經常利用鋼盔偽裝網來減少盔面反光，或是便於安插破布或枝葉等雜物隱蔽、破壞鋼盔輪廓的辨識性和完整性，以使敵軍難以察覺。二戰時大部分的盔網是來自英國陸軍或加拿大陸軍的存貨，或者是從更大型的設施偽裝網上剪裁下來。但陸軍軍部規定的制式偽裝網直到M-1944型鋼盔於1944年底至1945年初之間在歐洲投入實戰時才出現。

## 美軍其他部隊的使用情形
美國空軍的前身——美國陸軍航空軍（USAAF）曾於二戰期間從英國的空軍基地飛至歐洲地區密集進行日間對地轟炸任務，但許多美軍機組人員常成為納粹德軍防空砲火的受害者，在執勤中受彈片所傷。當時致力替飛行員研發頭部防護裝備的第八航空隊曾將M1鋼盔的兩側挖空、附上兩片耳蓋，增加頭部的覆蓋面積。

## 各國使用情形
M1鋼盔在二次大戰前後在許多國家的部隊作為戰鬥盔，中國抗日戰爭期間的國民革命軍即因為租借法案而獲得M1鋼盔，首先是派至印度的中國遠征軍，後來在中國國內的美軍裝備部隊（美械師）也有使用。荷蘭跟澳洲在二戰時也生產了大量翻版鋼盔，甚至也有電影拍攝現場、二戰重演活動或生存遊戲中使用的仿造版。然而這些翻版鋼盔的外型仍與二戰與韓戰時期實際用於戰場的真版有些微差異，例如二戰、韓戰真版鋼盔邊緣的S型曲線比仿造版更明顯，前緣也比較大。
1951年法越戰爭期間，美國陸軍提供法蘭西聯盟和越南國軍（後來的南越軍）一批M1鋼盔，後來甚至比法國的1951年型頭盔更普遍。與M1鋼盔相比，後者的後方帽沿較長、滾邊也較粗。
1960年至1997年間的加拿大軍隊亦使用M1鋼盔作為戰鬥盔，儘管在1943年以前就有少數加拿大部隊佩戴M1鋼盔。例如參加茅舍行動中的加拿大部隊，為了避免友軍誤擊而佩帶與參戰美軍部隊相同的M1鋼盔。
日本在二戰後的日本盟軍佔領時期解散了正規軍，一度只設準軍事性質的警察預備隊（之後改組為保安隊），此兩個武裝單位均使用美軍供應的M1鋼盔給隊員佩戴。1954年創立的日本自衛隊於1966年起開始正式使用66式頭盔，而該款鋼盔仍是以M1鋼盔作為原型設計，不過原先針對盎格魯-薩克遜人頭型而設計的內盔改為較適合日本人頭型的版本。儘管後來在1988年加入了更新的88式頭盔供部隊作為現役裝備，但晚至2011年311地震中，都可見到參與救災的自衛隊官兵佩帶66式鋼盔。
聯合國維和部隊依然發放使用天藍色盔套的M1鋼盔，但陸續由凱夫勒製成的新式鋼盔取代。

## 使用國

### 現役使用國
- 中華民國
- 哥伦比亚
- 印度
- 印度尼西亞
- 伊朗
- 巴拿马
- 菲律賓
- 泰國
- 乌拉圭
- 越南

### 前使用國家（地區）
- 阿根廷
- 奥地利
- 比利时
- 巴西
- 英屬香港
- 玻利维亚
- 加拿大
- 智利
- 中华人民共和国
- 古巴
- 丹麦
- 薩爾瓦多
- 西德
- 希腊
- 海地
- 以色列
- 日本
- 黎巴嫩
- 利比里亚
- 墨西哥
- 新西兰
- 荷蘭
- 尼加拉瓜
- 挪威
- 巴拉圭
- 秘魯
- 沙烏地阿拉伯
- 新加坡
- 西班牙
- 南越
- 土耳其
- 美国
- 委內瑞拉

### 引用
1. ↑  .   [2013-12-15]. （原始内容存档于2016-08-19）.
2. 1 2 3  M-1 Steel Helmet （页面存档备份，存于） olive-drab.com
3. 1 2  Stanton, Shelby L., U.S. Army Uniforms of World War II, Stackpole Books, 1995, ISBN 0-8117-2595-2, url: （页面存档备份，存于）, pp. 57-58
4. 1 2 3 4 5 6 7 8 9  許嘉祥譯，2006，《大圖解 世界的武器》，台北：星光出版社。譯自上田信（日语：上田信 (イラストレーター)），《大図解 世界の武器》
5. 1 2  M1 Steel Combat Helmet and Liner （页面存档备份，存于） Globalsecurity.org
6. ↑  Hartzog, William W., American Military Heritage, url: （页面存档备份，存于）, p. 224
7. ↑  .   [2013-12-12]. （原始内容存档于2016-10-19）.
8. ↑  .   [2013-12-12]. （原始内容存档于2019-10-18）.
9. 1 2 3  認識鋼盔 新兵訓練課程 補給部教育中心 （页面存档备份，存于）（民間網站）
10. ↑  .   [2013-12-14]. （原始内容存档于2018-10-17）.
11. 1 2  .   [2013-12-14]. （原始内容存档于2020-02-20）.
12. ↑  .   [2013-12-14]. （原始内容存档于2013-12-17）.
13. ↑  Tagliavini, Michele. . Guardian.co.uk. Guardian News and Media Limited.   [8 March 2013]. （原始内容存档于2012-10-29）.
14. ↑  Pike, John. . GlobalSecurity.org. GlobalSecurity.org.   [8 March 2013]. （原始内容存档于2016-12-21）.
15. ↑  .   [2013-12-14]. （原始内容存档于2020-11-12）.
16. ↑  Military History: Military Helmet Identification, helmet liner, military helmet[永久]
17. ↑  .   [2013-12-14]. （原始内容存档于2015-01-17）.
18. ↑  高紫文譯，2013，《馬特洪峰》，台北：木馬文化事業股份有限公司。譯自卡爾·馬藍提斯. Matterhorn: A Novel of the Vietnam War. New York: Atlantic Monthly Press, 2010
19. ↑  .   [2013-12-14]. （原始内容存档于2016-03-04）.
20. ↑  .   [2017-11-11]. （原始内容存档于2013-12-14）.
21. ↑  USAAF flak helmets （页面存档备份，存于） alliedflightgear.com
22. ↑  .   [2013-12-14]. （原始内容存档于2016-03-17）.
23. ↑  （圖）Operation COTTAGE （页面存档备份，存于） canadiansoldiers.com

## 外部連結
- Top Pots - WWII, Korean War & Vietnam Era M1 Helmets （页面存档备份，存于） Top Pots
- Dating the M1 Steel Helmet （页面存档备份，存于）
- Restoring a WW2 USA M1 Helmet （页面存档备份，存于） M1 Helmet Restoration
- Stencils used on WW2 USA M1, M2 & M1C Helmet WarHats
- 二战美军头盔 – 铁血网 （页面存档备份，存于）